# Безбородьківська сільська рада
Безборо́дьківська сільська́ ра́да — адміністративно-територіальна одиниця та орган місцевого самоврядування у Драбівському районі Черкаської області. Адміністративний центр — село Безбородьки.

## Загальні відомості
- Населення ради: 1 211 особа (станом на 2001 рік)

## Населені пункти
Сільській раді були підпорядковані населені пункти:
- с. Безбородьки

## Склад ради
Рада складалася з 16 депутатів та голови.
- Голова ради: Сало Віталій Анатолійович
- Секретар ради: Дубенець Ніна Василівна

### Керівний склад попередніх скликань
| Прізвище, ім'я, по батькові | Основні відомості                                                          | Дата обрання | Дата звільнення |
| --------------------------- | -------------------------------------------------------------------------- | ------------ | --------------- |
| Чуркіна Олена Іванівна      | Сільський голова, 1954 року народження, член Соціалістичної партії України | 26.03.2006   | 31.10.2010      |
| Сало Віталій Анатолійович   | Сільський голова, 1956 року народження, освіта вища, член Партії регіонів  | 31.10.2010   |                 |

Примітка: таблиця складена за даними сайту Верховної Ради України

### Депутати
За результатами місцевих виборів 2010 року депутатами ради стали:

#### За суб'єктами висування
| Суб'єкт висування                                       | Кількість обраних депутатів | %  |
| ------------------------------------------------------- | --------------------------- | -- |
| Політична партія Всеукраїнське об'єднання «Батьківщина» | 8                           | 50 |
| Самовисування                                           | 8                           | 50 |

#### За округами
| № округу                                                | Прізвище, ім'я, по батькові      | Дата визнання обраним | Освіта             | Партійна приналежність | Відомості про обраного депутата                           |
| ------------------------------------------------------- | -------------------------------- | --------------------- | ------------------ | ---------------------- | --------------------------------------------------------- |
| Політична партія Всеукраїнське об'єднання «Батьківщина» |                                  |                       |                    |                        |                                                           |
| 1                                                       | Мазепа Ольга Іванівна            | 03.11.2010            | середня спеціальна | позапартійна           | Лікарська амбулаторія, лаборант                           |
| 2                                                       | Карбан Іван Григорович           | 03.11.2010            | середня            | позапартійний          | ВАТ «Безбородьківська» АВК фірма, шофер                   |
| 4                                                       | Стадник Надія Гнатівна           | 03.11.2010            | середня            | позапартійна           | пенсіонер                                                 |
| 5                                                       | Горонович Олег Васильович        | 03.11.2010            | середня            | позапартійний          | ВАТ «Безбородьківська» АВК фірма, тракторист              |
| 7                                                       | Дубенець Ніна Василівна          | 03.11.2010            | середня спеціальна | позапартійна           | Сільська рада, секретар                                   |
| 14                                                      | Костенко Оксана Іванівна         | 03.11.2010            | середня спеціальна | позапартійна           | тимчасово не працює                                       |
| 15                                                      | Дубенець Валентина Олександрівна | 03.11.2010            | середня спеціальна | позапартійна           | Лікарська амбулаторія, медсестра                          |
| 16                                                      | Скорик Василь Іванович           | 03.11.2010            | вища               | позапартійний          | приватний підприємець                                     |
| Самовисування                                           |                                  |                       |                    |                        |                                                           |
| 3                                                       | Маркуц Віктор Михайлович         | 03.11.2010            | середня спеціальна | позапартійний          | ВАТ «Безбородьківська» АВК фірма, завідувач майстерні     |
| 6                                                       | Здоровець Любов Борисівна        | 03.11.2010            | середня спеціальна | член Партії регіонів   | Поштове відділення, завідувач                             |
| 8                                                       | Кролівець Тетяна Миколаївна      | 03.11.2010            | середня спеціальна | член Партії регіонів   | ВАТ «Безбородьківська» АВК фірма, касир                   |
| 9                                                       | Чугуївець Світлана Іванівна      | 03.11.2010            | вища               | член Партії регіонів   | ВАТ «Безбородьківська» АВК фірма, головний бухгалтер      |
| 10                                                      | Михно Любов Олексіївна           | 03.11.2010            | вища               | член Партії регіонів   | Безбородьківська загальноосвітня школа І-ІІІ ст., вчитель |
| 11                                                      | Несват Іван Васильович           | 05.11.2010            | середня            | член Партії регіонів   | ВАТ «Безбородьківська» АВК фірма, головний інженер        |
| 12                                                      | Задорожня Тетяна Іванівна        | 03.11.2010            | вища               | позапартійна           | тимчасово не працює                                       |
| 13                                                      | Зінець Тетяна Іванівна           | 03.11.2010            | середня спеціальна | член Партії регіонів   | ВАТ «Безбородьківська» АВК фірма, бухгалтер               |